# Васил Драганов
Васил Пламенов Драганов е български актьор роден на 6 ноември 1975 година в град София. 

## Биография и творчество
Васил Драганов завършва актьорско майсторство за Драматичен Театър през 2002 година в класа на Илия Добрев в Нов български университет. Участва в театрални постановки на Младежкия театър, Държавен Сатиричен Театър, Театър 199, Държавен Пътуващ Театър, Народен Театър „Иван Вазов“.
От 2010 година Васил Драганов е част от актьорския състав на комедийното шоу „Комиците“, продуцирано от „Дрийм Тийм Прадакшънс“, което е най-рейтинговият продукт на БТВ.
През 2010 година Васил Драганов участва в комедийната поредица „Велика България“, продуцирана от „Дрийм Тийм Прадакшънс“ и излъчвана по БТВ. В сериала на БTV „Столичани в повече“ играе ролята на Радко Чеканов.
Женен е за дългогодишната си съпруга Андреа и двамата имат две деца.

## Филмография
- Столичани в повече (2011 – 2019) – Радко Чеканов
- „Мисия Лондон“ (2010, Димитър Митовски)
- „Приключенията на един Арлекин“ (4-сер. тв, 2007) – (в серия: IV)
- „Отвъд чертата“ (тв, 2003, реж. Илия Добрев)
- „Дело по съвест“ (реж. Луиджи Пирели)
- „Кецове“ (реж. Валери Йорданов)

## Театрални роли
- „Честит рожден ден Ванда Джун“ от Кърт Вонегът с режисьор Професор Илия Добрев, Народен театър за младежта София в ролята на Лузлийв Харпър
- „Хамлет“ от У. Шекспир с режисьор професор Илия Добрев в ролята на Полоний
- „Боже, крокодили!“ от Яна Добрева, постановка професор Илия Добрев, Държавен сатиричен театър „Алеко Константинов“, София
- „Прерия“ от Борис Априлов, постановка Петко Радилов в ролята на следователя
- „Когато се раждаме, когато живеем и когато умираме“, по произведения на Иван Радоев, постановка доц. Иван Налбантов

Представлението е носител на наградата за изящна словесност на Благоевградския театрален фестивал, 2001 г. Това представление е носител и на Специалната награда на НАТФИЗ „Кр. Сарафов“ на Шуменския театрален фестивал, 2002 г.
- „Предложение“ от А.П.Чехов, дипломен спектакъл на Красимира Иванова, клас Леон Даниел
- ”Барът” с режисьор Симона Попова в ролята на Мъжът

### В Театър 199
- „Ключът“ с режисьор Димитър Стоянов – в ролята на пощальона

### В Театър Галерия
- „Мишеловката“ от А Кристи с режисьор Р. Рафаилова

### В Сатиричен театър
- „Гленгари Глен Роуз“

### В Театър Възраждане – сезон 2007
- „Луда нощ по френски“

### В Държавен пътуващ театър сезон 2008
- „Голямото надлъгване“ с режисьор Андрей Аврамов